# وينديل بيلي
وينديل بيلي (بالإنجليزية: Wendell Bailey)‏ هو سياسي أمريكي، ولد في 30 يوليو 1940 في الولايات المتحدة. حزبياً، نشط في الحزب الجمهوري. وقد انتخب أمين صندوق الدولة ‏ وانتخب عضو مجلس نواب ولاية ميسوري وانتخب عضو مجلس النواب الأمريكي.